# Sukorady (ort i Tjeckien, lat 50,33, long 15,58)
Sukorady är en ort i Tjeckien. Den ligger i den centrala delen av landet, 90 km öster om huvudstaden Prag. Sukorady ligger 267 meter över havet och antalet invånare är 200.
Terrängen runt Sukorady är huvudsakligen platt, men norrut är den kuperad. Runt Sukorady är det ganska tätbefolkat, med 60 invånare per kvadratkilometer. Närmaste större samhälle är Hořice, 5,7 km nordost om Sukorady. Trakten runt Sukorady består till största delen av jordbruksmark.